# Faits économiques et sociaux au Ier siècle

Chronologie de l'économie
Ier siècle av. J.-C. - Ier siècle - IIe siècle

## Événements
- 6-9 : la situation financière de l'empire romain devient difficile à la suite de l’insurrection danubienne (6) et du désastre de Varus (9). Il faut songer à lever de nouveaux impôts, le vingtième des héritages et le centième des ventes[1].
- 9-10 : réformes de Wang Mang en Chine. Interdiction du commerce des esclaves par décret impérial. Suppression de la propriété privée terrienne, réglementation de l’économie, réforme de l’impôt (10 % des bénéfices), monopole de l’or et embargo sur le cuivre. Wang Mang procède à plusieurs refontes successives de la monnaie. Ces mesures ruinent le commerce et désorganisent l’économie[2].
- 11-14 : en Chine, le Fleuve Jaune rompt ses digues et inonde les plaines du Shandong et du Hebei, faisant de nombreuses victimes. La famine consécutive, déstabilise le régime de Wang Mang. En 14, des paysans deviennent anthropophages[3].
- 33 : crise financière à Rome, due à des mesures maladroites, à la baisse du prix des terres, au renchérissement du crédit. Elle conduit à un manque de numéraire aggravé par une crise de confiance et la spéculation. Elle touche des sénateurs, des chevaliers et de riches affranchis. De riches familles aristocratiques sont ruinées. L'empereur Tibère est contraint de créer un fond d'intervention de 100 millions de sesterces permettant d'emprunter pendant trois ans sans intérêts[4].

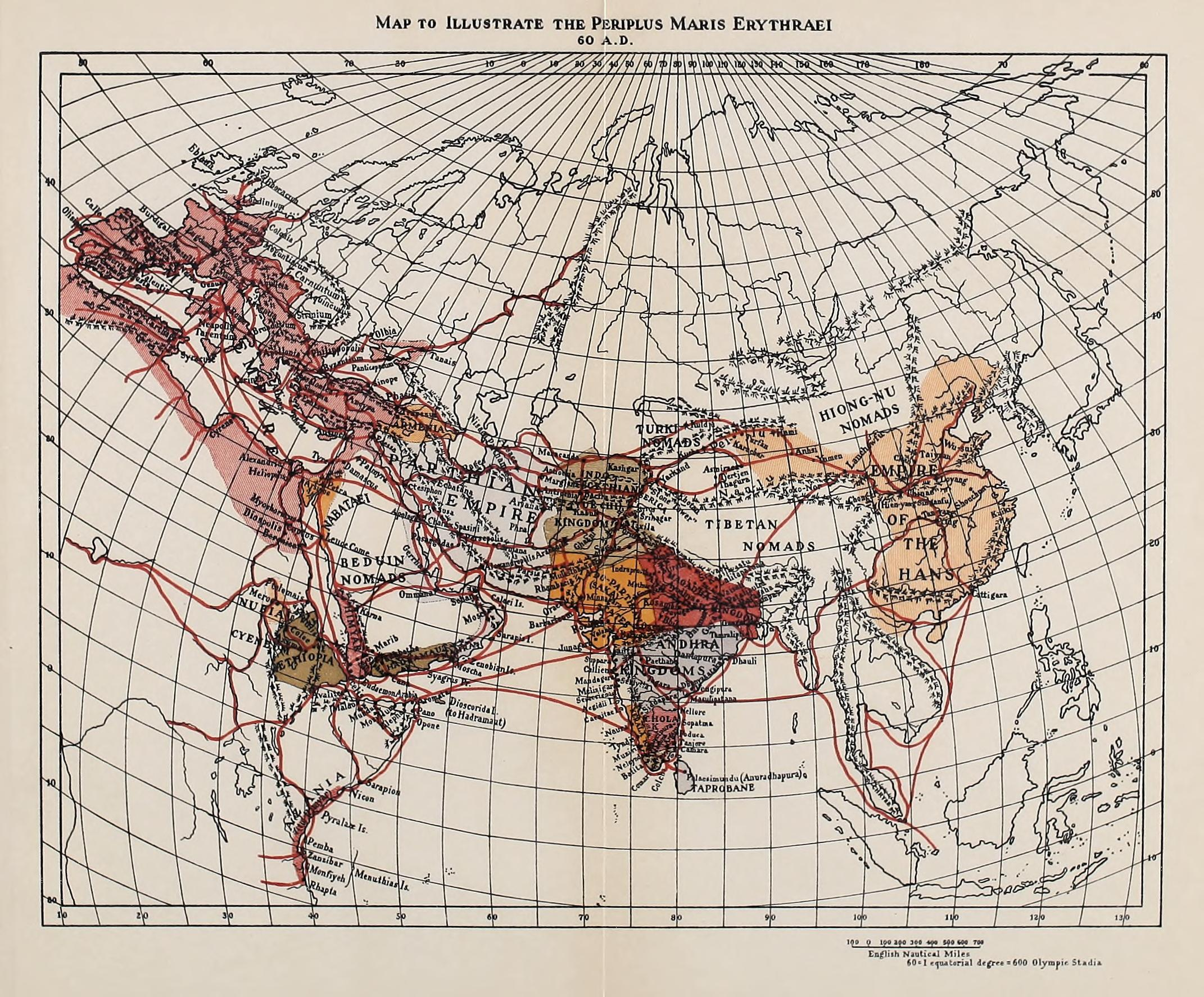
Carte illustrant Le Périple de la mer Érythrée publiée en 1912.

- Vers 60-70 : époque possible de la rédaction du Périple de la mer Érythrée[5], texte d’un marchand grec d’Égypte décrivant la route maritime depuis le golfe d’Aqaba jusqu’à l’Indus. Il dépeint le roi d’Aksoum Zoscales (peut être le Za-Hakalé des listes royales d'Aksoum) comme « homme des plus avares et trop porté à accumuler des richesses mais, par ailleurs, fort capable, et bon connaisseur des lettres grecques ». Sans doute ce souverain étend son influence depuis l’ancienne Souakim jusqu’à l’entrée de la mer Rouge. Il envoie des caravanes très loin au-delà du lac Tana. Des inscriptions attestent que ses sujets entretiennent des relations avec Méroé, et par le Nil avec l’Égypte[6]. Selon le Périple, les marins alexandriotes longent la côte est de l'Afrique jusqu'à Rhapta (probablement l'embouchure du fleuve Rufiji en Tanzanie) dans l'Océan Indien[7]. Les échanges commerciaux entre l'Empire kouchan, l’Inde du Sud avec Rome sont attestés : pierres précieuses, perles, soie, ivoire, coton, sucre, épices, parfum contre métaux (cuivre, plomb), objets de verre et de céramique, pièces d’or. Selon Pline l'Ancien (23-79), le commerce romain est largement déficitaire[8].

- Après 64-69 : reconstruction de Rome après les incendies de 64 et 69 ; les propriétaires qui ne déblaient pas les ruines sont expropriés[9].
- 70-79 : Vespasien augmente les taxes et trouve de nouvelles entrées d’argent pour rétablir l’équilibre financier de l’Empire romain[10].
- Vers 70-72 : la Lex manciana attribuée au proconsul Curtilius Mancia organise l’administration des domaines impériaux d’Afrique et d’Asie[11]. Le fermage représente un tiers de la récolte, la corvée six jours par an et un droit de transmission héréditaire est accordé aux colons, à condition de ne pas abandonner la culture plus de deux ans. Cette loi, destinée à créer une classe de quasi-propriétaires, s’applique également aux latifundia privés[12].
- Vers 77 : publication de l'Histoire naturelle de Pline l'Ancien (23-79). Dans le XVIIIe livre, Pline l'Ancien considère que l'extension de la grande propriété - les latifundia - est une menace pour l'Empire romain (Latifundia perdidere ltaliam ; jam vero et provincias)[13]. Il a connaissance d’une route de l’ambre, partant de Carnuntum sur le Danube et aboutissant à la mer Baltique. Il raconte que Néron envoie un chevalier romain « au pays du succin » et que ce dernier peut revenir à Rome[14]. Il mentionne l'exploitation du gisement aurifère de Las Medulas dans le León en Espagne grâce à un système hydraulique de 147 km de longueur qu'il aurait visité en 73 ou 75[15].
- 98 : création à Rome des « alimenta », crédit à faible intérêt (5 %) pour favoriser la moyenne propriété[16]. Les intérêts sont utilisés pour l’assistance des enfants pauvres[17] ; Trajan, réalisant une idée de Nerva, organise en Italie ces « Institutions alimentaires » (alimenta), exemple suivi par bon nombre de villes provinciales et de riches particuliers.

- Grâce à la technique du verre soufflé venue de Syrie, la verrerie romaine se développe à Lyon, Strasbourg, Trèves, Cologne, mais aussi à Bordeaux, Poitiers, Rennes, Boulogne, Amiens, Rouen et Reims[18]. Cologne devient le principal centre verrier de l’empire au IVe siècle.

## Démographie
- La population de la Terre s'élève à quelque 252 millions d'individus au début du siècle[19] ; 172 millions en Asie, 41 en Europe, 26 en Afrique, 12 en Amérique, 1 en Océanie[20].
- 2 : premier recensement en Chine qui compte une population de 57 671 400 habitants[21].
- Au Ier siècle, la population de Judée est composée en majorité d'habitants d'origine grecque, pour un quart ou un tiers de juifs, et de quelques groupes d'Arabes et de Nabatéens dans le sud de la Palestine[22].
- Lyon, la ville la plus peuplée de la Gaule romaine, compte de 80 000 à 100 000 habitants[23].